# Laggranskningsrådet
Laggranskningsrådet (finska laintarkastuskunta) var tidigare en finländsk motsvarighet till Lagrådet i Sverige. Det avskaffades år 1997.